# Kajetánské terasy
Zahrada Kajetánské terasy se nachází na Malé Straně v Praze 1. Protáhlý pozemek, vymezený Zámeckými schody a Nerudovou ulicí, zaujímá plochu o velikosti 2085 m² v nadmořské výšce 220 až 240  m n. m. Vchod do zahrady je z rampy Pražského hradu.

## Historie

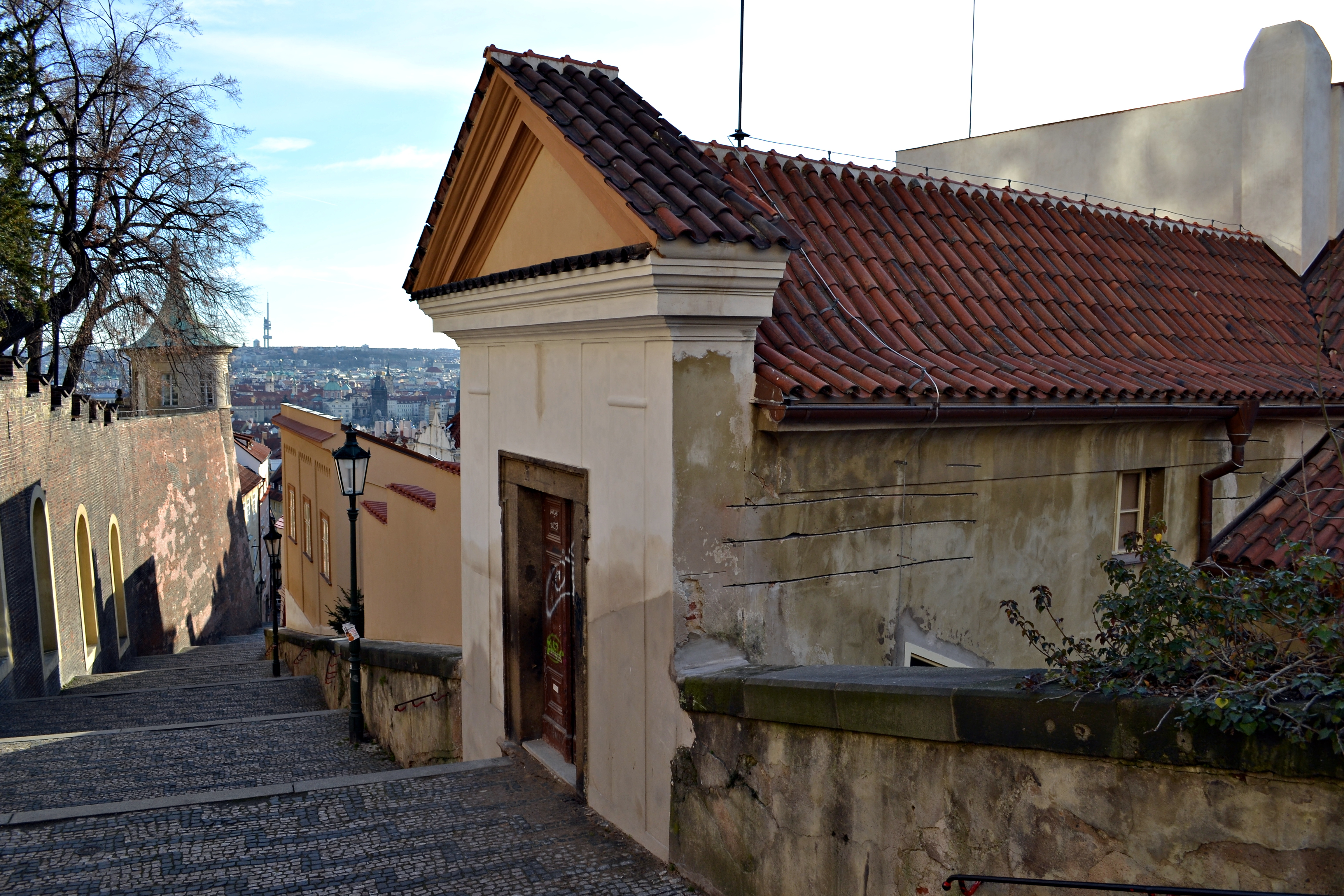
Vstup do bývalého kláštera theatinů

První písemná zmínka o domu, který stál na tomto místě, pochází z roku 1407.
Od roku 1672 sídlo užíval řád theatinů (kajetánů). Klášter theatinů (kajetánů) zde byl zřízen roku 1672, kdy pro účely řádu zakoupil pozemek Bernard Ignác hrabě z Martinic. Zahrada sahala až k hradní rampě.
Ludmila Benigna hraběnka ze Šternberka zřídila pro mnichy na pozemku zahrady kapli Panny Marie Einsiedelnské. Když kaple nedostačovala, byl na pozemku vystavěn v letech 1691–1717 architekty Janem Baptistou Matheyem a Janem Blažejem Santinim kajetánský kostel Panny Marie Matky ustavičné pomoci.
Za panování císaře Josefa II. byl v roce 1783 klášter v rámci církevních reforem zrušen a po dočasné správě objektu Bratrstvem Božské Prozřetelnosti, jej v roce 1793 koupil hrabě Rudolf Morzin, který zde provozoval divadelní představení.
Ve 30. letech 19. století pozemek zakoupil známý vlastenec a lékárník Jan Dobromil Arbeiter v té době se v bývalém klášterním refektáři konala představení českého divadla, provozovaného skupinou vlastenců kolem Josefa Kajetána Tyla.
V roce 1869 koupila dům císařovna Marie Anna Savojská a darovala ho řádu redemptoristů.
Po komunistickém puči byl redemptoristům v roce 1950 pozemek zabaven státem. Na krátký čas zde byl zřízen domov mládeže a později celý komplex připadl ministerstvu vnitra. přičemž kostel zůstal i nadále ve správě římskokatolické církve.

### Po roce 1989
V září 2005 byl kostel s částí zahrady redemptoristům navrácen.

## Současnost

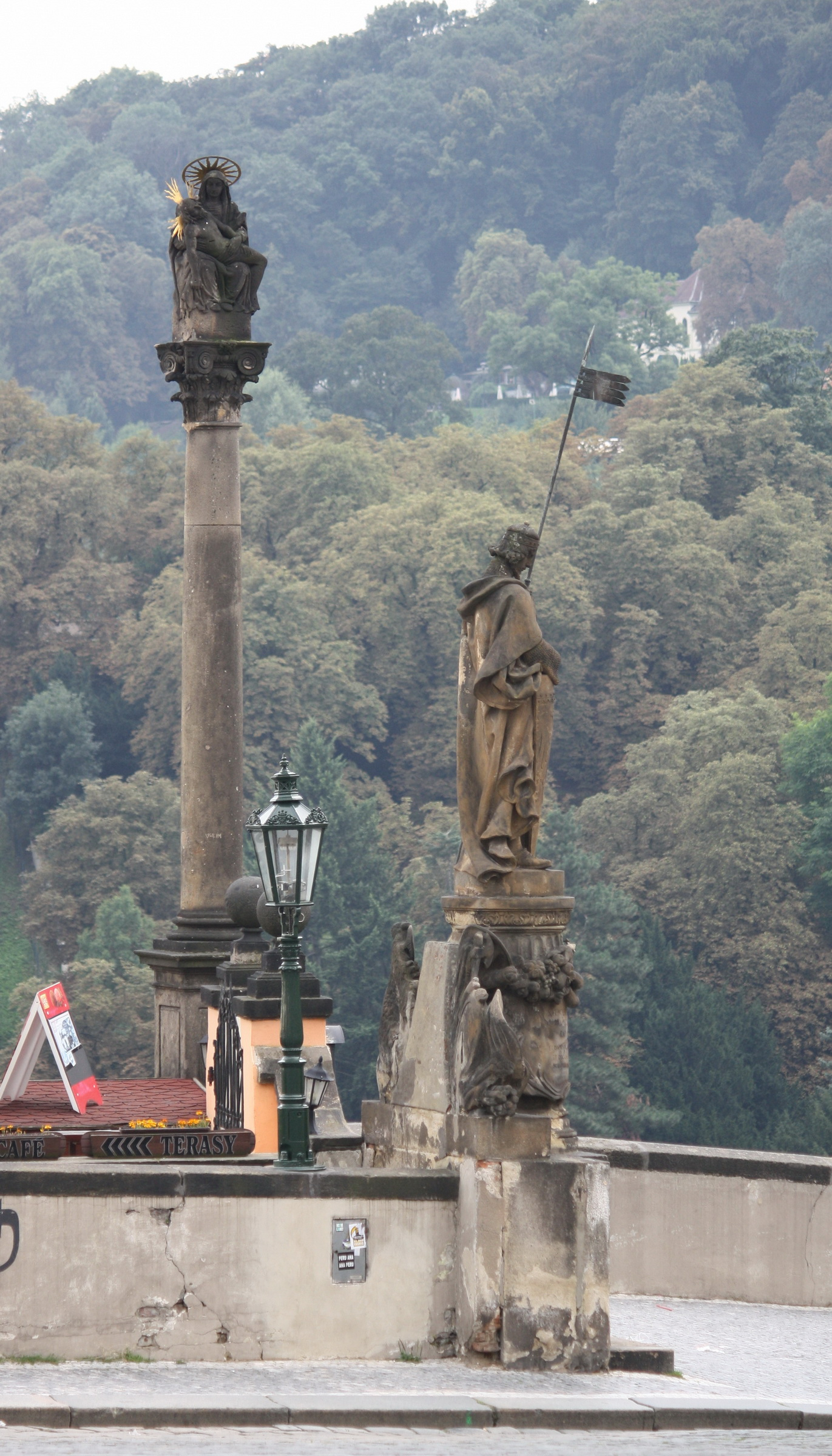
Vstup na terasu kavárny mezi sochou sv. Václava a sloupem Panny Marie

### První projekt obnovy
V šedesátých letech 20. století se stala zahrada majetkem Pražského hradu, který nechal zpracovat projekt na obnovu zahrady. Projekt zpracovali architekti Josef Hrubý, Otakar Kuča a František Cubr. Realizovala se ale jen jeho první etapa, která byla dokončena roku 1973. Do stupňovité zahrady byla umístěna v roce 1972 kinetická fontána Oblak od akademického sochaře Vladimíra Janouška. Plastiku tvoří bronzový podstavec se dvěma bronzovými křídly, které připomínají křídla motýla. Voda z vodotrysku dopadala na křídla a uváděla je do pohybu. Fontána je tři metry vysoká, hmotnost má kolem jedné tuny a do nepřístupného terénu zahrady byla dopravena vrtulníkem z Hradčan. Brzy po osazení fontány došlo k sesuvu svahu zahrady a fontána zůstala bez vody.
V současnosti je zahrada veřejnosti nepřístupná a poměrně zpustlá. Výjimkou je jen část terasy s kavárnou. Plastika byla z terasy demontována a je umístěna ve sbírce Nadace Věry a Vladimíra Janouškových v Praze na Smíchově.

### Kavárna Kajetánka
Kavárna Kajetánka se nachází pod rampou Pražského Hradu. Vznikla v původní barokní kapli Panny Marie Einsiedelské, která byla zrušena a pobořena v roce 1783. Zbytek jejích obvodových zdí tvoří ochoz horní vyhlídkové terasy a ve spodním patře je samotná kavárna. U vstupu na terasu je umístěna socha sv. Václava z roku 1906 od sochaře Čeňka Vosmíka a vpravo od ní Mariánský sloup z konce 17. století. Kavárnu navrhovali architekti František Cubr a Josef Hrubý.

### Druhý projekt na obnovu
V roce 1991 byla zpracovaná další, zatím nerealizovaná, studie na obnovu zahrady architektem Zbyňkem Dubským.